# 吉奥·巴蒂斯塔·斯皮诺拉宫
44°24′39.04″N 8°56′01.10″E / 44.4108444°N 8.9336389°E

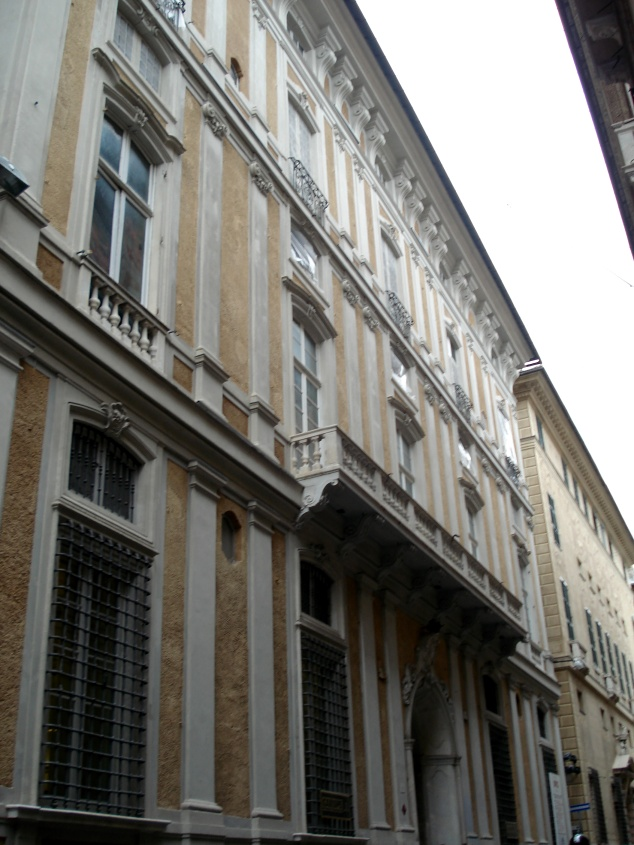

吉奥·巴蒂斯塔·斯皮诺拉宫（Palazzo Gio Battista Spinola）是一座历史建筑，位于意大利热那亚加里波第街6号，2006年作为罗利宫殿体系的42座宫殿之一，被列为世界文化遗产。
该建筑建于1563年，业主吉奥·巴蒂斯塔·斯皮诺拉，建筑师Bernardino Cantone。

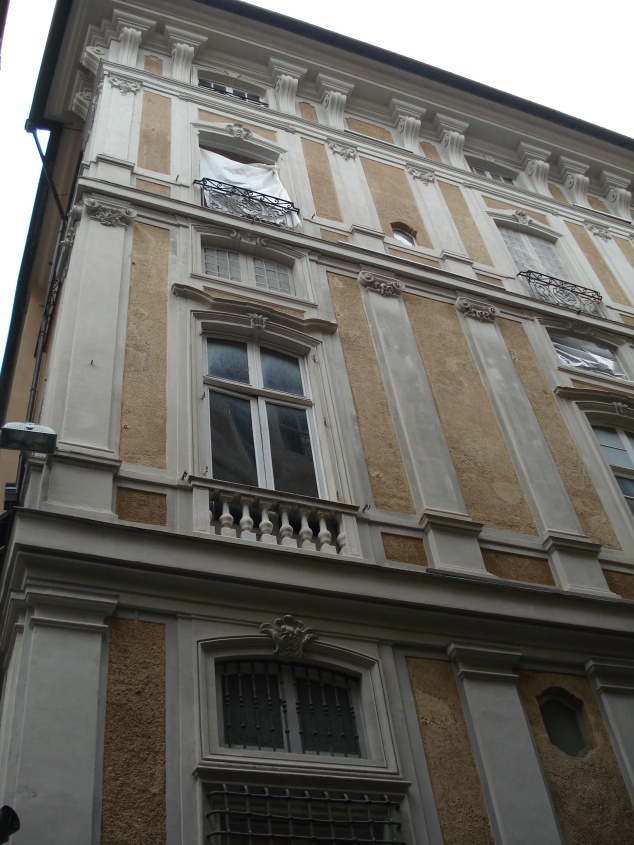
吉奥·巴蒂斯塔·斯皮诺拉宫
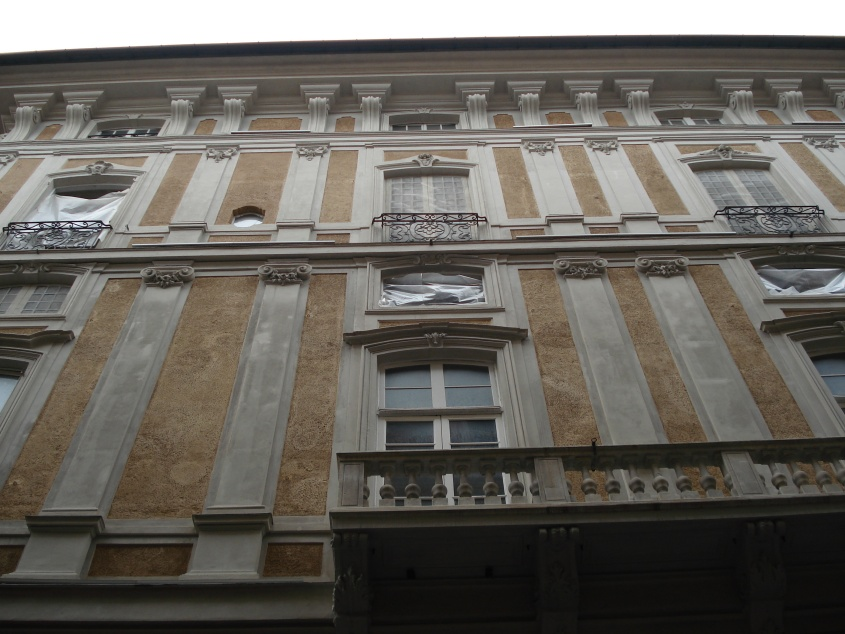
立面
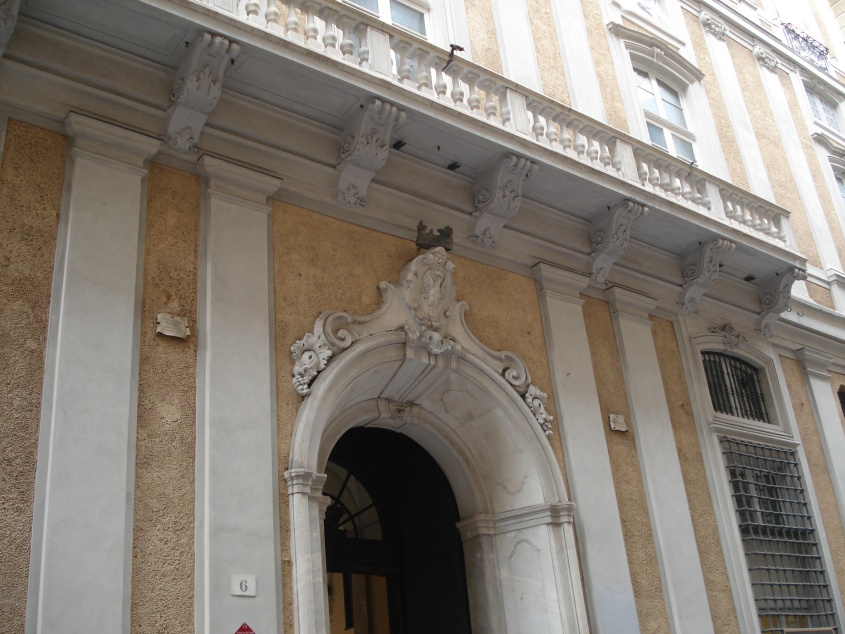
Particolare del portale
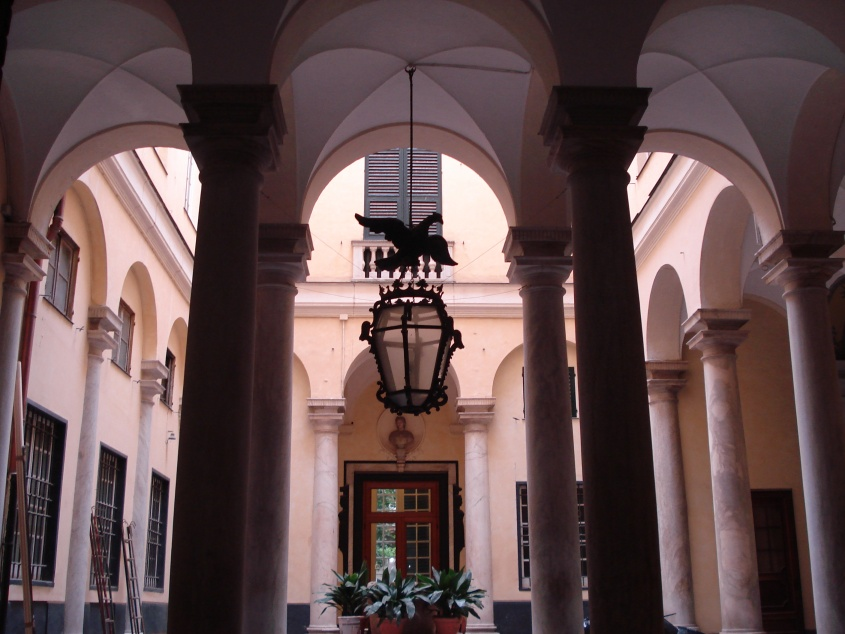
Il cortile del palazzo